# 16 giorni di gloria
16 giorni di gloria (16 Days of Glory) è un film documentario del 1986, diretto da Bud Greenspan.
Incentrato sui Giochi olimpici di Los Angeles 1984, il film è dedicato alla memoria di Cappy Petrash Greenspan, moglie del produttore e regista Bud Greenspan, morta nel 1983 e il cui nome Greenspan aveva dato alla sua casa produttrice la Cappy Productions. Il film è stato distribuito in tutto il mondo dalla Paramount Pictures e la sua distribuzione televisiva è stata a cura della PBS.
Nella colonna sonora è presente l'Inno delle Nazioni cantato da Plácido Domingo con la Royal Philharmonic Orchestra.

## Trama
La narrazione di questo film ufficiale sulle Olimpiadi è, come di consueto, effettuata in maniera cronologica. Si parte, quindi, dalla cerimonia di apertura e si conclude con l'arrivo della prima maratona femminile dei Giochi olimpici, vinta dalla statunitense Joan Benoit in fuga solitaria e mai più raggiunta.
Il tutto passando per le vittorie di Carl Lewis (che in quella edizione furono quattro, nelle stesse gare di Jesse Owens a Berlino 1936); al dominio in piscina del tedesco occidentale l'albatros Michael Gross; alla vittoria a sorpresa nel concorso individuale di ginnastica della fidanzatina d'America Mary Lou Retton allenata da un allenatore rumeno batté proprio le atlete rumene considerate le grandi favorite; al dettagliato racconto della sfida nella gara di decathlon, evento clou del programma di atletica leggera, con il britannico Daley Thompson che riuscirà a sconfiggere per la sesta volta in sei scontri l'eterno rivale il tedesco occidentale Jürgen Hingsen, presentatosi ai giochi da primatista mondiale.
E ancora il dramma di Henry Marsh, ancora una volta fuori dal podio. Marsh nel 1981 in Coppa del mondo a Roma aveva vinto la gara, ma era stato squalificato per aver aggirato la siepe (la segnalazione ai giudici di pista fu fatta dall'italiano Mariano Scartezzini, che affrontava in quel momento la siepe in ultima posizione, ma che sarebbe giunto 2º al traguardo). Due anni dopo era stato 7º ai Mondiali di Helsinki 1983 cadendo sul rettilineo finale all'ultimo ostacolo proprio mentre stava rimontando il tedesco Patriz Ilg per vincere la medaglia d'oro. A Los Angeles giunge 4º e il film ripercorre la sfortunata vicenda anche in questa Olimpiade: colpito da un virus intestinale, partecipa non al 100% e dopo aver faticosamente superato i due turni eliminatori. La sfortuna si accanisce e nel riscaldamento, prima della finale, cade ferendosi ad una gamba con un chiodo di una scarpetta; in gara dà l'anima, ma viene beffato sul traguardo per il bronzo proprio da un suo connazionale.